# Takahiro Sunada
Takahiro Sunada (砂田 貴裕?, Sunada Takahiro; 19 novembre 1973) è un maratoneta e ultramaratoneta giapponese, detentore dal 21 giugno 1998 del record dei 100 km su strada con 6 ore, 13 minuti e 33 secondi stabilito a Tokoro.

## Risultati in competizioni internazionali
1992
- Bronzo alla Maratona di Hofu ( Hofu) - 2h15'30"

1995
- 10º alla Maratona di Fukuoka ( Fukuoka) - 2h12'01"
- 6º alla Tokyo Half Marathon ( Tokyo) - 1h01'23"

1996
- 16º alla Maratona di Tokyo ( Tokyo) - 2h15'10"
- 9º alla Maratona di Fukuoka ( Fukuoka) - 2h13'01"
- 13º alla Tokyo Half Marathon ( Tokyo) - 1h02'04"

1999
- 8º alla Maratona di Fukuoka ( Fukuoka) - 2h11'03"
- 4º alla Sapporo Marathon ( Sapporo) - 2h13'13"
- 16º alla Sapporo Half Marathon ( Sapporo) - 1h04'01"

2000
- 4º alla Maratona di Berlino ( Berlino) - 2h10'07"
- 22º alla Maratona di Tokyo ( Tokyo) - 2h20'00"
- 8º alla Sapporo Half Marathon ( Sapporo) - 1h03'39"

2001
- 20º alla Maratona di Fukuoka ( Fukuoka) - 2h21'40"
- 4º alla Sapporo Marathon ( Sapporo) - 2h19'37"
- 9º alla Nagano Marathon ( Nagano) - 2h17'42"
- 5º alla Sendai Half Marathon ( Sendai) - 1h04'18"
- 5º alla Osaka Half Marathon ( Osaka) - 1h05'28"

2002
- 10º alla Nagano Marathon ( Nagano) - 2h21'34"
- 5º alla Osaka Half Marathon ( Osaka) - 1h03'47"